# 大曲ベースボールクラブ
大曲ベースボールクラブ（おおまがりベースボールクラブ）は、秋田県大仙市に本拠地を置き、日本野球連盟に加盟している社会人野球のクラブチームである。
2006年から大仙市出身の俳優・柳葉敏郎がドリームアドバイザーに就任している。

## 概要
1992年、秋田県大曲市を本拠地として創部した。
2005年、市町村合併により本拠地が大仙市となる。
2006年、大仙市出身の俳優・柳葉敏郎がドリームアドバイザーに就任。資金面でも援助を行ない、各種大会の秋田県予選や練習にも顔を出し、選手たちと酒を飲みにも行っている。
2011年、創部20年目で初の全国大会となる全日本クラブ野球選手権大会に初出場を果たした。柳葉も背番号88のユニフォームを着用しベンチ入りしたが、初戦敗退に終わった。

## 沿革
- 1992年 - 創部
- 2006年 - 地元出身の俳優・柳葉敏郎がドリームアドバイザーに就任
- 2011年 - 全日本クラブ野球選手権大会に初出場（初戦敗退）